# John Hensley
John Carter Hensley (Hyden, Kentucky, 1977. augusztus 29. –) amerikai színész. 

## Élete és pályafutása
Legismertebb alakítása Matt McNamara volt a Kés/Alatt című televíziós sorozatban, 2003 és 2010 között. 2017–2018-ban a Hogyan ússzunk meg egy gyilkosságot? című thriller-drámasorozat szereplője volt.

## Filmográfia

### Film
| Év   | Magyar cím      | Eredeti cím                   | Szerep                     | Magyar hang   |
| ---- | --------------- | ----------------------------- | -------------------------- | ------------- |
| 2001 |                 | Campfire Stories              | Donny                      |               |
| 2006 | Szédült rohanás | Fifty Pills                   | Coleman                    |               |
| 2007 | Mély harapás    | Teeth                         | Brad                       | Hamvas Dániel |
| 2008 | Árnykép         | Shutter                       | Adam                       | Hamvas Dániel |
| 2009 |                 | Chains (rövidfilm)            | John                       |               |
| 2009 |                 | Peoples                       | Oliver Anderson            |               |
| 2011 | Motel 3.        | Hostel: Part III              | Justin                     |               |
| 2012 |                 | The Introduction (rövidfilm)  | rendező és forgatókönyvíró |               |
| 2014 |                 | Mall                          | Lenny                      |               |
| 2016 |                 | Supermom (rövidfilm)          | apa                        |               |
| 2017 |                 | Restraint                     | Rob                        |               |
| 2020 |                 | The Black Emperor of Broadway | Eugene O'Neill             |               |

### Televízió
| Év        | Magyar cím                           | Eredeti cím                    | Szerep         | Megjegyzések            |
| --------- | ------------------------------------ | ------------------------------ | -------------- | ----------------------- |
| 1999      |                                      | Strangers with Candy           | füves srác     | 1 epizód                |
| 2000      |                                      | Madigan Men                    | Luke Madigan   | 12 epizód               |
| 2000      | Maffiózók                            | The Sopranos                   | Eric Scatino   | 1 epizód                |
| 2001–2002 | Boszorkánykard                       | Witchblade                     | Gabriel Bowman | főszereplő (19 epizód)  |
| 2003–2010 | Kés/Alatt                            | Nip/Tuck                       | Matt McNamara  | főszereplő (100 epizód) |
| 2005      |                                      | World Poker Tour               | önmaga         | 1 epizód                |
| 2007      | CSI: A helyszínelők                  | CSI: Crime Scene Investigation | Jesse Hottman  | 1 epizód                |
| 2008      |                                      | Up Close with Carrie Keagan    | önmaga         | 1 epizód                |
| 2013      | Kemény motorosok                     | Sons of Anarchy                | Yates          | 1 epizód                |
| 2014      | A mentalista                         | The Mentalist                  | Anthony Tremel | 2 epizód                |
| 2017–2018 | Hogyan ússzunk meg egy gyilkosságot? | How to Get Away with Murder    | Ronald Miller  | 11 epizód               |
| 2018      | 911 L.A.                             | 9-1-1                          | David          | 1 epizód                |
| 2021      | Doktor Murphy                        | The Good Doctor                | Oscar          | 1 epizód                |

## Fordítás
- Ez a szócikk részben vagy egészben  a   John Hensley című angol Wikipédia-szócikk fordításán alapul.  Az eredeti cikk szerkesztőit annak laptörténete sorolja fel. Ez a jelzés csupán a megfogalmazás eredetét és a szerzői jogokat jelzi, nem szolgál a cikkben szereplő információk forrásmegjelöléseként.